# Рытро (гмина)
Рытро (пол. Rytro) — сельская гмина (волость) в Польше, входит как административная единица в Новосонченский повет, Малопольское воеводство. Население — 3626 человек (на 2004 год).

## Сельские округа
1. Облазы-Рытерске
2. Розтока-Рытерска
3. Рытро
4. Суха-Струга
5. Жычанув